# Martin Terrier
Pour les articles homonymes, voir Terrier.
Martin Terrier, né le 4 mars 1997 à Armentières (Nord), est un footballeur français qui évolue au poste d'attaquant au Bayer Leverkusen.

## Biographie

### En club

#### Débuts au LOSC et prêt au RC Strasbourg
Après avoir effectué ses classes dans les catégories de jeunes du LOSC Lille, Martin Terrier signe son premier contrat professionnel avec son club formateur en juin 2016. Il fait ses débuts professionnels contre le SC Bastia en octobre 2016, quelques mois après avoir signé son premier contrat professionnel. Il est par la suite régulièrement appelé en équipe première par Frédéric Antonetti puis Patrick Collot.
À la suite du remplacement de ce dernier par Franck Passi, il n'apparaît plus dans le groupe professionnel en championnat avant le match contre le Montpellier HSC lors duquel il inscrit son premier but en Ligue 1. Il avait entre-temps marqué son premier but en professionnel lors d'un match de Coupe de France contre l'AS Excelsior.
Le 18 août 2017, il est prêté une saison au RC Strasbourg Alsace. Il inscrit son premier but sous les couleurs du Racing le 30 septembre 2017 sur le terrain du Dijon FCO, lors de la 8e journée de Ligue 1. Un but dans les arrêts de jeu qui permet à son équipe d'arracher le match nul (1-1). Il inscrit son deuxième but le 28 octobre 2017 face au Angers SCO et permet une nouvelle fois au RC Strasbourg Alsace de faire match nul (2-2). Le 8 décembre 2017, il réalise une grande performance lors d'un déplacement au FC Girondins de Bordeaux, il délivre d'abord une passe décisive avant d'inscrire un but après un contre de 70 mètres.

#### Olympique lyonnais
Durant le mois de janvier 2018, Martin Terrier est officiellement recruté par l'Olympique lyonnais pour un montant de onze millions d'euros auxquels s'ajoutent quatre millions de bonus ; la poursuite de son prêt au RC Strasbourg Alsace jusqu'à la fin de la saison est confirmée dans la foulée. Il fait ses premiers pas avec les Gones à l'entraînement le 3 juillet 2018. Il porte le numéro 7, laissé libre par le départ de Clément Grenier à l'EA Guingamp quelques mois plus tôt. Martin Terrier inscrit son premier but sous ses nouvelles couleurs le 24 août 2018, lors de la victoire 2-0 de l'Olympique lyonnais face à son ancien club du RC Strasbourg.
Après une première moitié de saison en demi-teinte, malgré des buts contre le Dijon FCO en championnat ou l'Amiens SC en Coupe de la Ligue, Martin Terrier s'impose de plus en plus dans le onze lors de la seconde moitié de saison. Au mois de mars et avril, il devient quasiment titulaire, et marque notamment lors de cinq journées de Ligue 1 consécutives, portant son compteur à huit buts en championnat plus deux en coupes, soit un total de dix, alors qu'il n'en comptait que six depuis ses débuts en professionnels. Grâce à sa précision de l'intérieur du pied droit, il gagne le surnom de « chirurgien de l'intérieur du pied » par l'adjoint de Bruno Génésio, Gérald Baticle.
Malgré quelques coups d’éclats, Martin Terrier ne s'impose pas comme titulaire à l'OL et quitte le club en ayant marqué 17 buts en 77 rencontres.

#### Stade rennais FC
Le 6 juillet 2020, Martin Terrier passe sa visite médicale et signe un contrat de cinq ans avec le Stade rennais FC contre une somme de 12 millions d'euros,. Il y retrouve Florian Maurice, le directeur sportif qui était déjà derrière son recrutement à Lyon. La première saison de Martin Terrier sous les couleurs rennaises est très satisfaisante. D'abord installé sur l'aile gauche, il profite de modifications du schéma tactique pour avoir l'opportunité de rentrer dans l'axe. L'ancien Lyonnais inscrit ainsi neuf buts en championnat et délivre sept passes décisives, laissant présager de très belles promesses pour son avenir en Rouge et Noir.
Placé à la pointe de l'attaque rennaise, lors de la saison 2021-2022, il fait parler son sens du but et est synonyme de la bonne attaque rennaise. Pour la première fois de sa carrière, il dépasse les dix buts en Ligue 1. Il est élu joueur du mois de mars en Ligue 1 par l'Union nationale des footballeurs professionnels (UNFP),. Martin Terrier multiplie les buts, et atteint même au soir de la 33e journée la barre des vingt réalisations en championnat. Il enchaîne notamment sept buts en six matchs, devenant le deuxième joueur de l'histoire du club breton à réaliser cette performance, égalant ainsi Jean Grumellon soixante-douze ans plus tôt. Lors de la 34e journée de Ligue 1 (derby remporté face au FC Lorient sur le score de 5 buts à 0), Martin Terrier signe son 21e but de la saison et égalise Alexander Frei (saison 2003-2004 toutes compétitions confondues) comme meilleur buteur du Stade rennais sur une saison au 21e siècle.
Le 15 mai 2022, à la suite de son excellente saison, Martin Terrier est nommé pour le trophée UNFP du meilleur joueur de Ligue 1 en 2022, et est membre de l'équipe-type de Ligue 1. Il termine la saison à la troisième place du classement des buteurs, ex æquo avec son ancien coéquipier Moussa Dembélé (21 buts) et derrière Kylian Mbappé (28 buts) et Wissam Ben Yedder (25 buts).
Trois jours après son premier but de la saison 2022-2023 contre l'AC Ajaccio (victoire 2-1), il prolonge son contrat avec le Stade rennais FC d'une année, soit jusqu'en 2026. Après un début de saison de 5 buts et 2 passes décisives en cinq matchs de championnat, Martin Terrier est élu joueur du mois d'octobre en Ligue 1 par l'UNFP,. Le 2 janvier 2023, après avoir ouvert le score à la 5e minute, Terrier est victime d’une rupture des ligaments croisés du genou droit à la 36e minute de jeu face à l'OGC Nice et voit sa saison 2022-2023 se terminer,.
Neuf mois après sa blessure, Terrier retrouve les terrains en rentrant en jeu face à Villarreal CF lors de la 2e journée de Ligue Europa 2023-2024 et rate un penalty en fin de match (défaite 1-0 pour les rennais). Il retrouve finalement le chemin de filet face au Maccabi Haïfa lors de la 5e journée de Ligue Europa après 332 jours de disette. Le 26 janvier 2024, il inscrit un doublé face à l'Olympique Lyonnais (victoire, 3-2), ses deux premiers buts en Ligue 1 depuis sa blessure au genou.

Le 11 février 2024, il dispute face au Havre AC son 100e match de Ligue 1 sous le maillot du Stade rennais FC. Deux jours après son doublé contre le Clermont Foot 63 pour une victoire 3-1 de son équipe, Terrier est élu joueur du mois de janvier en Ligue 1 par l'UNFP devant Wissam Ben Yedder et Kylian Mbappé. Le 17 mars 2024, contre l'Olympique de Marseille, il inscrit son 50e but sous les couleurs Rouge et Noir.

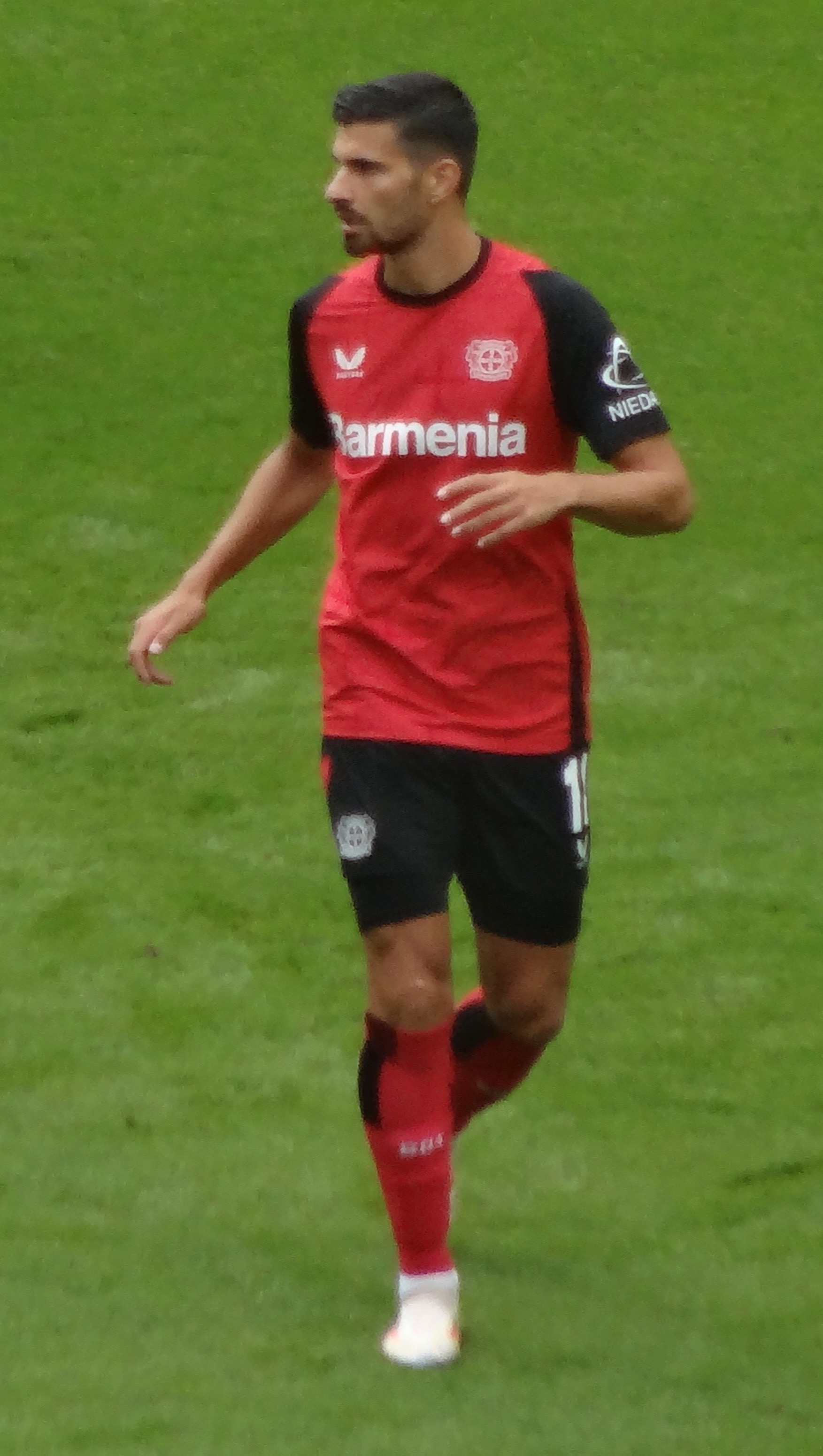
Martin Terrier sous les couleurs du Bayer Leverkusen (2024).

#### Bayer Leverkusen
Le 18 juillet 2024, après quatre saisons passées au Stade rennais FC, Martin Terrier rejoint le Bayer Leverkusen, champion d'Allemagne en titre. Il paraphe un contrat de cinq ans contre une indemnité de transfert estimée à 25 millions d'euros,.
Le 17 août 2024, en finale de la Supercoupe d'Allemagne contre le VfB Stuttgart, il dispute son premier match sous ses nouvelles couleurs. Il reçoit un carton rouge à la 38e minute de jeu à la suite d'une semelle sur la cheville d'Ermedin Demirović. Le Bayer Leverkusen remporte tout de même le match à l'issue de la séance des tirs au but (2-2, 4-3 aux t.a.b.). Cette victoire permet à Martin Terrier de remporter le premier trophée dans sa carrière,.
Le 14 septembre 2024, lors de la 3e journée de championnat contre le TSG Hoffenheim, il inscrit son premier but avec le Bayer Leverkusen (victoire, 4-1),.
Le 18 janvier 2025, lors de la victoire du Bayer Leverkusen contre le Borussia Mönchengladbach (3-1), Martin Terrier a subi une déchirure du tendon d'achille droit, entraînant son indisponibilité pour le reste de la saison 2024-2025. Cette blessure est survenue sans contact avec un adversaire, après que son pied s’est planté dans la pelouse, dès la 8e minute de jeu,.

### En sélection
Martin Terrier est sélectionné avec l'équipe de France des moins de 20 ans pour disputer la Coupe du monde des moins de 20 ans 2017 qui se déroule en Corée du Sud. Pour son premier match dans la compétition, il entre en jeu à la 66e minute pour marquer à la 81e minute face au Honduras.
Le 2 septembre 2017, il est appelé avec l'équipe de France espoirs à la suite de l'exclusion de Jean-Kévin Augustin du groupe. Pour son premier match, trois jours plus tard, il entre en jeu à la 57e minute et il inscrit un triplé face au Kazakhstan dans le cadre des qualifications à l'Euro espoirs 2019. Le 5 octobre 2017, il marque son quatrième but lors de la réception du Monténégro puis, quatre jours plus tard, il inscrit un doublé sur la pelouse du Luxembourg.
En mai 2022, à la suite de sa bonne saison 2021-2022 (21 buts en Ligue 1), il est présélectionné en équipe de France par Didier Deschamps.

## Statistiques détaillées
| Saison                | Club                  | Championnat           | Championnat | Championnat | Championnat | Coupe(s) nationale(s) | Coupe(s) nationale(s) | Coupe(s) nationale(s) | Supercoupe | Supercoupe | Supercoupe | Compétition(s) continentale(s) | Compétition(s) continentale(s) | Compétition(s) continentale(s) | Compétition(s) continentale(s) | Total | Total | Total |
| Saison                | Club                  | Division              | M.          | B.          | P.d.        | M.                    | B.                    | P.d.                  | M.         | B.         | P.d.       | Comp.                          | M.                             | B.                             | P.d.                           | M.    | B.    | P.d.  |
| 2016-2017             | LOSC Lille            | Ligue 1               | 11          | 1           | 0           | 4                     | 1                     | 0                     | -          | -          | -          | -                              | -                              | -                              | -                              | 15    | 2     | 0     |
| 2017-2018             | RC Strasbourg (prêt)  | Ligue 1               | 25          | 3           | 4           | 4                     | 1                     | 0                     | -          | -          | -          | -                              | -                              | -                              | -                              | 29    | 4     | 4     |
| 2018-2019             | Olympique lyonnais    | Ligue 1               | 32          | 9           | 0           | 7                     | 2                     | 0                     | -          | -          | -          | C1                             | 3                              | 0                              | 0                              | 42    | 11    | 0     |
| 2019-2020             | Olympique lyonnais    | Ligue 1               | 23          | 1           | 2           | 7                     | 4                     | 0                     | -          | -          | -          | C1                             | 5                              | 1                              | 0                              | 35    | 6     | 2     |
| Sous-total            | Sous-total            | Sous-total            | 55          | 10          | 2           | 14                    | 6                     | 0                     | -          | -          | -          | -                              | 8                              | 1                              | 0                              | 77    | 17    | 2     |
| 2020-2021             | Stade rennais FC      | Ligue 1               | 34          | 9           | 7           | 1                     | 0                     | 0                     | -          | -          | -          | C1                             | 3                              | 0                              | 1                              | 38    | 9     | 8     |
| 2021-2022             | Stade rennais FC      | Ligue 1               | 37          | 21          | 4           | 1                     | 0                     | 0                     | -          | -          | -          | C4                             | 8                              | 0                              | 3                              | 46    | 21    | 7     |
| 2022-2023             | Stade rennais FC      | Ligue 1               | 16          | 9           | 4           | 0                     | 0                     | 0                     | -          | -          | -          | C3                             | 6                              | 3                              | 1                              | 22    | 12    | 5     |
| 2023-2024             | Stade rennais FC      | Ligue 1               | 24          | 7           | 3           | 4                     | 1                     | 0                     | -          | -          | -          | C3                             | 7                              | 1                              | 0                              | 35    | 9     | 3     |
| Sous-total            | Sous-total            | Sous-total            | 111         | 46          | 18          | 6                     | 1                     | 0                     | -          | -          | -          | -                              | 24                             | 4                              | 5                              | 141   | 51    | 23    |
| 2024-2025             | Bayer Leverkusen      | Bundesliga            | 15          | 2           | 1           | 0                     | 0                     | 0                     | 1          | 0          | 0          | C1                             | 4                              | 0                              | 1                              | 20    | 2     | 2     |
| Sous-total            | Sous-total            | Sous-total            | 15          | 2           | 1           | 0                     | 0                     | 0                     | 1          | 0          | 0          | -                              | 4                              | 0                              | 1                              | 20    | 2     | 2     |
| Total sur la carrière | Total sur la carrière | Total sur la carrière | 217         | 62          | 25          | 28                    | 9                     | 0                     | 1          | 0          | 0          | -                              | 36                             | 5                              | 6                              | 282   | 76    | 31    |

## Palmarès

### En club
Avec le Bayer Leverkusen, il remporte la Supercoupe d'Allemagne en 2024 avant de terminer la saison vice-champion d'Allemagne.
| Bayer Leverkusen (1)                                                                  |
| ------------------------------------------------------------------------------------- |
| - Bundesliga - Vice-champion : 2025. - Supercoupe d'Allemagne (1) - Vainqueur : 2024. |

### Distinctions personnelles
- Membre de l'équipe-type de Ligue 1 en 2022[14].
- Nommé pour le trophée UNFP du meilleur joueur de Ligue 1 en 2022[43].
- Trophée du joueur du mois UNFP de Ligue 1 en mars 2022[9],[10], en octobre 2022[17],[18] et en janvier 2024[25].
- Élu Roazhon D'Or d'honneur de la saison 2022-2023[44] par les supporters du Stade rennais FC avec une note moyenne de 6,15. Non-éligible au trophée principal car ayant disputé moins de la moitié des matchs de la saison.